# Lancelot Oduwa Imasuen
Lancelot Oduwa Imasuen (Benin City, 21 de juliol de 1971) és un director de cinema, guionista i productor de Nollywood.
El documental de 2008, Nollywood Babylon, co-dirigit per Ben Addelman i Samir Mallal va seguir a Lancelot quan gravava el seu cent cinquanta-setè film, Bent Arrows. Aquest documental va entrar a la competició oficial del Festival de Cinema de Sundance de 2009.
Les pel·lícules de Lancelot Oduwa Imasuen exploren aspectes de l'experiència africana com el tribalisme, la bruixeria, el crim, la pobresa, la religió i les creences tradicionals.
Lancelot Oduwa Imasuen començà a treballar en la indústria de Nollywood el 1999 sobretot com a director de cinema i productor. Viu a Lagos.

## Filmografia

### Direcció
Segons l'imdb, Lancelot Oduwa Imasuen ha dirigit les pel·lícules:
- 2014 - ABCs of Death 2
- 2012 - Shattered Mirror (Vídeo)
- 2012 - Shattered Mirror 2 (Vídeo)
- 2011 - Last Celebrity (Vídeo)
- 2011 - Last Celebrity 2 (Vídeo)
- 2010 - A Private Storm
- 2010 - Bent Arrows
- 2010 - Home in Exile
- 2010 - A Private Storm 2 (Vídeo)
- 2010 - A Private Storm 3 (Vídeo)
- 2009 - Entanglement (Vídeo)
- 2009 - Entanglement 2 (Vídeo)
- 2009 - Entanglement 3 (Vídeo)
- 2009 - Entanglement 4 (Vídeo)
- 2008 - Can't Let Go (Vídeo)
- 2008 - Can't Let Go 2 (Vídeo)
- 2008 - Sister's Love (Vídeo)
- 2008 - Sister's Love 2 (Vídeo)
- 2008 - Sister's Love 3 (Vídeo)
- 2008 - Sister's Love 4 (Vídeo)
- 2008 - Wrong Desire (Vídeo)
- 2008 - Wrong Desire 2 (Vídeo)
- 2007 - Unfinished Business (Vídeo)
- 2007 - Unfinished Business 2 (Vídeo)
- 2007 - Yahoo Millionaire (Vídeo)
- 2007 - Yahoo Millionaire 2 (Vídeo)
- 2006 - A Prize to Pay (Vídeo)
- 2006 - A Prize to Pay 2 (Vídeo)
- 2006 - Dying for Tomorrow (Vídeo)
- 2006 - Dying for Tomorrow 2 (Vídeo)
- 2006 - Dying for Tomorrow 3 (Vídeo)
- 2006 - Games Men Play (Vídeo)
- 2006 - Games Men Play 2 (Vídeo)
- 2006 - Games Men Play 3 (Vídeo)
- 2006 - Traumatised (Vídeo)
- 2006 - Traumatised 2 (Vídeo)
- 2005 - Behind Closed Doors (Vídeo)
- 2005 - Behind Closed Doors 2 (Vídeo)
- 2005 - Circle of Lives (Vídeo)
- 2005 - Colours of Emotion (Vídeo)
- 2005 - Colours of Emotion 2 (Vídeo)
- 2005 - Django (Vídeo)
- 2005 - Django 2 (Vídeo)
- 2005 - Family Battle (Video)
- 2005 - Family Battle 2 (Vídeo)
- 2005 - Games Women Play (Vídeo)
- 2005 - Games Women Play 2 (Vídeo)
- 2005 - Men Do Cry (Vídeo)
- 2005 - Men Do Cry 2 (Vídeo)
- 2005 - Moment of Truth (Vídeo)
- 2005 - Moment of Truth 2 (Vídeo)
- 2005 - Saving the Crown (Vídeo)
- 2005 - Without Shame (Vídeo)
- 2005 - Without Shame 2 (Vídeo)
- 2004 - A Million Madness (Vídeo)
- 2004 - Critical Decision (Vídeo)
- 2004 - Critical Decision 2 (Vídeo)
- 2004 - Enslaved (Vídeo)
- 2004 - Enslaved 2 (Vídeo)
- 2004 - In Totality (Vídeo)
- 2004 - Masterstroke (Vídeo)
- 2004 - Masterstroke 2 (Vídeo)
- 2004 - Official Romance (Vídeo)
- 2004 - Promise Me Forever (Vídeo)
- 2004 - Promise Me Forever 2 (Vídeo)
- 2004 - Wanted at all Cost (Vídeo)
- 2003 - Emotional Crack (Vídeo)
- 2003 - Private Sin (Vídeo) (com Lancelot Oduwarene Imasuen)
- 2003 - Private Sin 2 (Vídeo)
- 2003 - Love & Politics (Vídeo)
- 2003 - What I Want (Vídeo)
- 1999 - The Soul That Sinneth (Vídeo)

### Producció
N'Imasuen ha produït les pel·lícules:
- 2005 - Saving the Crown (Vídeo)
- 2004 - Official Romance (Vídeo)